# Beňadiková
Beňadiková (allemand : Sankt Benedikt in der Liptau, hongrois : Benedekfalu) est un village de Slovaquie situé dans la région de Žilina.

## Histoire
La première mention écrite du village date de 1352.

## Démographie

### Évolution de la population
| Année:               | 1994. | 2004.   | 2014.    | 2024.   |
| -------------------- | ----- | ------- | -------- | ------- |
| Nombre de personnes: | 431   | 435     | 481      | 527     |
| Différence:          |       | +0,92 % | +10,57 % | +9,56 % |

| Année:               | 2023. | 2024.   |
| -------------------- | ----- | ------- |
| Nombre de personnes: | 528   | 527     |
| Différence:          |       | -0,18 % |